# Charles Williams (giallista)
Charles Williams (San Angelo, 13 agosto 1909 – Los Angeles, 5 aprile 1975) è stato uno scrittore statunitense di romanzi giallo-polizieschi.
Dal suo romanzo Dead Calm del 1963 Orson Welles girò il film The Deep che però rimase incompiuto. 
Nel 1989 il regista Phillip Noyce, sempre da Dead Calm, ne trasse Ore 10: calma piatta (Dead Calm)

## Opere

### Romanzi
- 1951, Hill Girl
- 1951, Una tigre a passeggio (Big City Girl), Longanesi, 1957
- 1951, L'assassino guarda il fiume (River Girl), Longanesi, 1955
- 1953, L'inferno non ha fretta (Hell Hath No Fury), Longanesi, 1954, Hobby & Work, 2005, ristampato col titolo Il posto caldo, TEA, 1992
- 1953, La carta c'è, la carta non c'è (Nothing in Her Way), Mario Raffi, 1958, ristampato col titolo Il piacere della disonestà, Mondadori, 1992
- 1954, Torna a letto (Go Home, Stranger), Longanesi, 1957
- 1954, Un tocco di morte (A Touch of Death), Longanesi, 1955
- 1955, La scogliera degli scorpioni (Scorpion Reef), Longanesi, 1956, TEA, 1994
- 1956, Il grande morso (The Big Bite), Longanesi , 1957
- 1956, The Diamond Bikini
- 1958, Tensione pericolosa (Girl Out Back), Longanesi, 1959
- 1958, Braccio duro (Talk of the Town), Longanesi, 1959
- 1958, Il conto torna (All the Way), Longanesi, 1959
- 1958, Prendo quel che voglio (Man on the Run), Longanesi, 1958
- 1959, Uncle Sagamore and His Girls
- 1960, Mai dire mai (The Sailcloth Shroud), Longanesi, 1961
- 1960, Non è peccato (Aground), Longanesi, 1960
- 1962, Morire d'amore (The Long Saturday Night), Longanesi, 1962, ristampato col titolo Finalmente domenica! Mondadori, 1983, Hobby & Work, 2006
- 1963, Donna da morire (Dead Calm), Longanesi, 1964,  trad. di Ugo Carrega ISBN 978-88-6261-104-6 , ristampato coi titoli Punto morto Longanesi, 1977, Calma piatta, Mattioli 1885, Fidenza, 2010
- 1966, Il cozzo (The Wrong Venus), Longanesi, 1967
- 1971, Esequie a bordo (And the Deep Blue Sea), Longanesi, 1972
- 1973, L'uomo al guinzaglio (Man on a Leash), Longanesi, 1974